# Snoopy
Snoopy je fiktivni lik psa iz popularnog stripa Peanuts. Osmislio ga je Charles M. Schulz, a on je inteligentni pas. 
Nakon uspjeha stripa, pojavile su se crtane epizode (1965. – 2006.) u kojima je Snoopyu glas posuđivao Bill Meléndez.

## Lik
Snoopy se prvi put pojavio u stripu 4. listopada 1950. Ime mu je objavljeno i opisano 10. studenog iste godine. Zapravo ga je Schulz namjeravao nazvati "Sniffy", ali se predomislio. Na samome početku Snoopy nije pripadao Charliju Brownu. Isto tako nije bio oduvijek bigl, već se to spomenulo tek godinu i 2 mjeseca nakon izlaženja prvog broja. Snoopy ima i kućnog ljubimca, ptičicu Woodstock žute boje.

## Vanjske poveznice
- Peanuts strip online